# Penicillium aurantiogriseum
Penicíllium aurantiogríseum (лат.) — вид несовершенных грибов (телеоморфная стадия неизвестна), относящийся к роду Пеницилл (Penicillium).

## Описание
Колонии на агаре Чапека ограниченнорастущие, зернистые до пучковатых. Спороношение сине-зелёное до серо-зелёного, часто имеются капли экссудата. Реверс коричнево-оранжевый, часто выделяется коричнево-оранжевый растворимый пигмент. На CYA колонии на 7-е сутки 1—3 см в диаметре, с тёпло-жёлтым, оранжевым или красно-коричневым реверсом. Колонии на агаре с дрожжевым экстрактом и сахарозой (YES) 2,5—4,5 см в диаметре на 7-е сутки, с белым мицелием, с жёлтым реверсом. При 37 °C рост отсутствует.
Конидиеносцы трёхъярусные, с примесью двухъярусных или четырёхъярусных, шероховатые, с прижатыми элементами. Метулы 10—13 мкм длиной и 2,8—3,5 мкм толщиной. Фиалиды цилиндрические, с короткой, но заметной шейкой, 7,5—10 × 2,5—2,8 мкм. Конидии шаровидные до почти шаровидных, гладкостенные, 3—4 × 2,5—3,5 мкм.

### Отличия от близких видов
Отличается от Penicillium viridicatum, Penicillium melanoconidium и Penicillium tricolor сине-зелёной окраской спороношения. От Penicillium freii отличается ярко-оранжевым реверсом. Penicillium polonicum обладает значительно более высокой скоростью роста на CYA. От Penicillium cyclopium отличается более выраженным синеватым оттенком спороношения на CYA, белым мицелием и более интенсивным спороношением на YES. От Penicillium neoechinulatum отличается гладкими конидиями.

## Экология и значение
Широко распространён в почве, часто встречается на зерне и пищевых продуктах, иногда выделяется с лука и чеснока.
Продуцент пеницилловой кислоты, веррукозидина, ряда нефротоксичных гликопептидов.

## Таксономия
Penicillium aurantiogriseum Dierckx, Ann. Soc. Sci. Bruxelles 25 (1): 88 (1901).

### Синонимы
- Penicillium aurantiogriseum var. poznaniense K.Zaleski, 1927